# Boldești-Gradiștea
Boldești-Gradiștea is een Roemeense gemeente in het district Prahova.
Boldești-Gradiștea telt 1980 inwoners.